# Danske sagnkonger
Denne side handler om alle konger før Gorm den Gamle, sorteret efter kilde. For sagnkonger, der nævnes i Saxos Danmarkskrønike, se Saxos forhistoriske kongerække.
Denne artikel indeholder først en liste over danske sagnkonger, kategoriseret efter hvilken type sagn eller krønike, de optræder i; derefter en liste over forhistoriske danske konger, kategoriseret efter kilde. Sidst i begge afsnit optræder desuden en samlet kongerække med de omtalte sagn, krøniker og kilder som forlæg.
Historisk tid begynder med Knud den Store, men kongerækken slutter med Hardeknud, da det sidste delvis usikre dynastis (Jellingdynastiets) mandslinje uddøde med ham.

## Begrebsafklaring
Begrebet "dansk" findes i latinsk litteratur (Procopius & Jordanes o. år 551 e.kr.) i formen dani (danerne), en stamme der boede i Scandza . Dani er måske et latiniseret toponym fra "fladland" (lignende tysk Tenne "tærskegulv", engelsk den "hule", Sanskrit dhánuṣ- "ørken").
 Det er omstridt, hvorvidt det er et oprindeligt folk fra et område, der omfatter (dele af) det nuværende Danmark eller om der er tale om indvandrere. Indvandringen kan muligvis være sket i forbindelse med Attilas hærgen i folkevandringstiden, hvor stammer på op mod 20.000 medlemmer flygtede for hunnernes angreb.. Der kan også sættes tvivl om, hvor stort et område, disse tidlige "konger" har rådet over. Men deres udstyr i form af fx sværd, ringe, hjelme og brynjer kan genfindes i arkæologiske fund fra 500- og 600-tallet.

## Danske sagnkonger
De danske sagnkonger omtales i sagn, kvad og krøniker fra yngre jernalder, vikingetid og tidlig middelalder (visse konger omtales også i forskellige folkesagn, der kan være vanskelige at tidsfæste), men ingen tidlige kilder som runesten kan bekræfte deres eksistens (andet end for et mindre antal konger fra det 10. århundrede).
Det er muligt, at flere af dem har levet, men at deres placering i tid og rækkefølge kan være fejlagtig som følge af manglende hukommelse eller fantasi hos de krønikeskrivere, der nedskrev beretningerne langt senere. Det er også muligt, ja vel nærmest sandsynligt, at der for adskillige af de nævnte kongers vedkommende er tale om regionale (små)konger snarere end konger over hele Danmark.

### Ældste nordiske sagn
|  | Spekulativt afsnit Bemærk at dette afsnit er præget af spekulationer og bør omskrives så fakta er understøttet af verificerbare kilder. |

- Halvdan den Gamle sagnkonge, stamfar. (Identisk med Kong Dan?)
- Gram

### Angelsaksiske kilder
|  | Spekulativt afsnit Bemærk at dette afsnit er præget af spekulationer og bør omskrives så fakta er understøttet af verificerbare kilder. |

- Siger, nævnt i England 700-tallet.
- levede 710 – 728 Angantyr

#### Beovulfkvadet
Liste fra Beovulfkvadet (på dansk ofte kaldet 'Bjovulfkvadet' eller 'Sangen om Bjovulf') med ændringer efter de nordiske sagn, da Beovulf-kvadet bruger nordisk stof.
- Healfdene (Halvdan)
- Hroðgar (også stavet som Roar eller Ro)[3]
- Hygelac (Hugleik/Chlochilaicus)[3]
- Helge
- Hrodwulf / Hroðulf / Roðulf / Rolf (Rolf Krake)[3]
- Hrørik (Rørik)
- Frode Fredegod konge i 50 år og dør på samme måde som Bjovulf

##### Kampen i Finsborg
Kvadet "Kampen i Finsborg" omhandler begivenheder, der bliver omtalt i Beovulfkvadet, vers 1069-1159. Tekststykket ses derfor også inkluderet i oversættelser af Beovulfkvadet. Der nævnes kun en enkelt konge i kvadet.
- Hnæf

### Nordiske sagn
|  | Spekulativt afsnit Bemærk at dette afsnit er præget af spekulationer og bør omskrives så fakta er understøttet af verificerbare kilder. |

Liste fra nordiske kilder:
- Frode Fredegod sagnkonge, stamfar til alle senere konger.
- Ingjald sagnkonge
- Angantyr (dødsåret kunne eventuelt være 728 som én blandt flere muligheder)
- Helge sagnkonge
- Harald Hårfager o. 871- d. o. 933 i nutidens Norges kyst-egne. Han var gift med en datter af kong Erik.
- Ubbe o. 873. Kun konge i en kort tid
- Sigfred nævnt 873- d. 903[4]
  - Halvdan nævnt 873- d. 876/877
  - Harde-Knud/Gudfred/Gudrød ca. 881- d. 895/896 i East Anglia og Northumbria

#### Chronicon Roskildense
Roskildekrøniken eller latin: Chronicon Roskildense er den tidligste og på mange punkter pålideligste af middelalderens krøniker. Den tager dog flere steder fejl, forveksler oplysninger, eller bygger nogle af sine oplysninger på tildels usikkert sagnstof (hvilket dog ikke er et særkende for Roskildekrøniken alene).
Krønikens oplysninger følger den kristne tid, og starter da den første danske konge, Harald blev døbt i 826.
- Harald, døbt 826 i Mainz
- Erik (Horik 1.), Haralds bror[fn 3], regerede 849 (efter Ansgars udnævnelse til ærkebiskop), byggede en kirke i Hedeby.
- Erik Barn (Horik 2.), byggede en kirke i Ribe.
- Frode, regerede på et tidspunkt mellem 918 og 936, da Unni var ærkebiskop, byggede en kirke i Aarhus.
- Gorm, regerede også i Unnis tid.
- Harald Blåtand/Klak-Harald, søn af Gorm, regerede 15 år med faderen Gorm, derefter 50 år alene.
- Halvdan
- Gorm, søn af Svend, bror til Hardeknud.
- Harald, søn af Gorm, herskede 50 år.
- Svend Tveskæg, søn af Harald.
- Knud den Store, søn af Svend.

Fortsættes i historisk tid til og med Erik Lam.

#### Chronicon Lethrense
Lejrekrøniken eller Chronicon Lethrense nævner en lang række af danske konger tilbage fra sagnkongen Dan, der regerede på Kong Davids tid.
Krøniken er historisk set meget upålidelig, da den bygger på mundtligt overleverede sagn.
Konger af "Videslev", dvs. Sjælland, Møn, Falster og Lolland
- Dan, konge i tre år. Søn af Ypper (konge af Uppsala), bror til Nori og Østen. Gift med Dania, grundlagde kongesædet i Lejre. Regerede på "Davids tid", mellem 1005 f.Kr. og 965 f.Kr.

Konger af Danmark
- Dan, konge i tre år (igen). Regerede på Augustus' tid, mellem 31 f.Kr. og 14 e.Kr.
- Roar, født i Dans tredje regeringsår, søn af Dan, grundlagde Roskilde.
- Halvdan, søn af Roar, far til Sivard den Hvide.
  - Helge, søn af Roar.
- Rakke, en hund, indsat af svenskernes konge Adisl (eller Adils).
- Snjo, tidl. hyrdedreng for jætten Læ, indsat af kong Adisl (eller Adils) efter en ordstrid.
- Rolf Krake, søn af Helge og Yrsa (der var datter af Helge og Thora Rolfsdatter (der senere blev gift med Adisl (eller Adils), med hvem hun fik datteren Skuld (som blev gift med Hjartvar)).
- Hjarvard, gift med Skuld. Konge af sjællænderne og skåningerne
- Hake, søn af Hamund, bror til Hagbard.
- Fridlev, gift med Rolfs datter.
- Frode den Gavmilde, søn af Fridlev.
- Ingjald, søn af Frode.
- Olav, Ingjalds søn.
- Åsa (dronning), Olavs datter.
- Harald Hildetand, erobrede alle lande ned til Middelhavet.
- Hed (dronning), grundlagde Hedeby.

#### Brevis Historia Regum Dacie
Danmarkskrøniken Brevis Historia Regum Dacie af Sven Aggesen omhandler danske konger fra Skjold til Knud 6. Krøniken er dog (som andre middelalderkrøniker) meget upålidelig, da den har sin information fra sagn og ikke fra skriftlige, samtidige kilder.
Sven Aggesen nævner ikke meget om kongernes bedrifter i krønikens første kapitel (som en af de eneste krønikeskrivere), men remser blot deres navne op.
Hans krønike er den eneste danske krønike, der nævner Skjold som Danmarks første konge.

##### Kapitel 1
- Skjold, gav kongerne navnet Skjoldungerne.
- Frode, søn af Skjold
- Halvdan, søn af Skjold, dræbte Frode
- Helge Søkonge, søn af Halvdan
- Rolf Krake, søn af Helge
- Rørik Slyngebånd (Rokil Slagenback), søn af Rolf
- Frode den Frækne
- Vermund den Vise, søn af Frode

##### Kapitel 2
- Vermund den Vise, søn af Frode
- Uffe den Spage, søn af Vermund
- Dan den Stolte, søn af Uffe
- Frode den Gamle, søn af Dan
- Fridlev, søn af Frode
- Frode Fredegod / Frode den Gavmilde, søn af Fridlev, regerede på Jesu tid
- Ingjald, søn af Frode
- Ole, tilhørte en sidelinje

Herefter kommer der en del manglende konger, Sven Aggesen henviser her til sin kollega Saxos forhistoriske kongerække.
- Sigurd, søn af Regnar Lodbrog.
- Knud 1., søn af Sigurd, var mindreårig og havde derfor bonden Ennignup som rigsforstander.
- Frode, søn af Knud
- Harald, søn af Frode
- Gorm den Løge, gift med Thyra Dannebod.

Fortsættes op til kapitel 10, der omhandler Knud 6.

#### Sögubrot
Sögubrot eller Sǫgubrot af nokkrum fornkonungum í dana ok svíaveldi er et oldislandsk sagafragment, der menes at være en overleveret rest af den oprindelige skjoldungesaga. Fragmentet begynder midt i en diskussion mellem skånekongen Ivar Vidfadme og hans datter Aud.
Konger af hele Danmark eller enkelte danske landsdele, der optræder i Sögubrot
- Helge, (med)konge ? af Sjælland
- Rørek (bror til Helge), konge/(medkonge) af Sjælland
- Ivar Vidfadme (svigerfar til Rørek), konge af Skåne – senere konge af Danmark, Sverige, dele af Norge samt en række tilliggende lande.
- Harald Hildetand (dattersøn af Ivar), konge efter Ivar Vidfadme (muligvis identisk med den "tidligere" kong Harald, der nævnes i frankiske kilder (se afsnittet "Frankiske kilder")).
- Ring eller Sigurd Ring (nevø til Harald Hildetand), først konge over Sveariget, siden også konge af Danmark (muligvis identisk med kong Sigfred).
- endvidere nævnes i slutningen af Sögubrot Regnar (Ragnarr) som en søn af Sigurd Ring. Fra andre kendte kilder må det sluttes, at der er tale om den senere så navnkundige vikingekonge Regnar Lodbrog.

#### Norske Kongers Chronica
Snorre Sturlesøns Norske Kongers Chronica Udsat paa Dansk aff H. Peder Claussøn; Prentet i Kjøbenhafn, MDCXXXII (1633) er en af de tidligste trykte udgaver af Snorres berømte værk om de norske konger. Den er vist blevet til på grundlag af et (nu tabtt?) manuskript, end de, der er benyttet ved de senere Snorre-udgivelser. Den indeholder også et antal sider om danske forhold.
Ved gennemlæsning af krøniken får man ganske mange oplysninger om danske konger, og man kan på den baggrund dels opregne et antal mere eller mindre legendeprægede konger over Danmark eller over enkelte danske landsdele. Dels kan man opstille to kongerækker fra Ivar Vidfadme, nemlig én for konger af Danmark og én for en slægt af skatkonger i Jylland.
Det bør bemærkes, at kongebegrebet både i oldtiden og i krønikens gengivelse heraf er meget varieret, fra små næsse- eller underkonger, over konger over større landområder, der dog stadig er mindre end dé nordiske lande, vi kender fra middelalderen og frem til skatkonger, lydkonger, vasalkonger, søkonger, sam- og medkonger, konger over 'egentlige' lande (som vi kender dem (Danmark/Sverige/Norge), men som sagaerne ofte forsøger at gøre til norm selv århundreder, før disse lande vel egentlig blev samlede) og endelig overkonger regerende over flere riger i eller et større område af Norden på samme tid.
For at forklare arveforholdene og styrelsesforholdene i Danmark efter Sigurd Rings død og Regnar Lodbrog og hans sønners tilsyneladende hyppige fravær fra rigernes styrelse føler krøniken sig kaldet til at meddele følgende (s. 114): Disse efter skrefne Konger raade ofuer Danmarck, efter Kong Sigurd Rings død, en part den stund Regner Lodbrog var udi Norrig til Opfostring, oc siden udi Krig udenLands i sine unge Aar, fordi hand kom icke saa ung til Danmarcks Rige. En part vaare oc Kong Regner Logbrogs oc hans Sønners Skatkonninger oc Underkonninger, oc regierede Landet, somme Jutland oc somme Siæland oc Skaane, i deris fraværelse, naar de førde Krig vide om Verden udenLands, huilcket de hafde større vilie til, end at være hjemme i deris egne Riger, Danmarck eller Suerrig, indtil Kong Erick Sigurd Orm i Øjes Søn tog ved alt Riget efter K. Ericks oc Guttorms død.".
Generelt virker opremsningen af konger, deres navne, slægtskab, kronologi, og hvilke område de faktisk regerede, temmelig tilfældig. Navnlig at navnene på de omtalte konger varierer så mange gange i løbet af fortællingen, giver visse udfordringer i forsøget på at fremstille en "samlet" kongerække ud fra krønikens oplysninger.

##### Konger af Danmark m.v.
Konger af Danmark eller enkelte danske landsdele, der optræder i Norske Kongers Chronica frem til Svend Tveskæg:
- Skjold, søn af Odin. Konge i Danmark, boede i Lejre.
- Frode Fredegode, konge i Lejre, Danmark
- Dan den Stolte eller Storladne (også kaldet Dan Mykilati)[fn 4], konge af Danmark
- Frode hin Fredegode, søn af Dan
- Haldan, søn af Frode, blev konge i Upsal
- Fredeleff eller Fridleff, søn af Frode, konge af Danmark
- Oli den Raske, søn af Fridleff, konge af Danmark. Blev tillige konge i Upsal
- Frode hin Fracke, konge af Sjælland og Danmark. Samtidig med kong Egil Anisøn i Sveariget (Upsal)
  - Vatter (kaldes også Vætte), kong Frodes jarl og statholder i Danmark
  - Faste, kong Frodes jarl og statholder i Danmark.
- Haldan, konge i Danmark
- Helge, Haldans søn. Konge af Danmark (boede i Lejre), gift med Yrsa som egentlig var gift med sveakongen Adels, men som Helge røvede/bortførte fra denne (det viste sig senere, at Yrsa var hans egen datter).
- Rolff Kragge, søn af Helge og Yrsa. Konge i Lejre efter sin far (blev fældet i kamp mod sin egen svoger).
- Solvi, søkonge, søn af Hogne udi Marsø, havde land i Jylland, blev siden konge i Sverige
- (Sigtryg, levede måske primo/medio 7. århundrede, konge af Vetteland[fn 5] (Vendsyssel?)).
- Godraad, måske medio/ultimo 7. århundrede, konge i Skåne. Gift med Aasa, en datter af kong Ingiald Ildraade i Sverige. Hun forledte Godraad til at dræbe sin broder Haldan, og tog selv siden livet af Godraad

Herefter begynder vi at tale om en egentlig dansk kongerække
- Iwer Vidfadme, Iffuer Vidfadme eller Ifuer den Vijdfadme (søn af Haldan, nevø til Godraad). Konge af Skåne efter sin farbror. Erobrede Sverige fra Ingiald Ildraade ("fick ocsaa alt Danmarck, og vant en stor part i Saxen, met mange Lande der Østen fore. Der efter vandt han femte parten aff Engeland").

Der skrives endvidere om Iwer: Aff hannem ere komne Danske og Suenske Konger, som siden hafue raad for de Riger, huer for sig.
- Harald Hyldetand (Iwers efterfølger)
- Sigurd Ring (Harald Hyldetands efterfølger), konge i Sverige og Danmark (måske identisk med Sigfred).
- Godfred, Godefred eller Gøttrick, konge i Kejser Karl den Stores tid. Konge i Danmark, gjorde friserne skatskyldige, dræbt af en af sine egne mænd.
- Hemming (bror til Godfred)
- Sigurd eller Sigrod (Godfreds dattersøn), konge af Siæland og Skaane (eller af Jutland?). Faldt i slag mod Ring Anulo
- Ring Anulo, konge af Jutland. Faldt i slag mod Sigurd
- Harald, konge i flere perioder – mest over Jylland
- Regner Lodbrog (Sigurd Rings søn), konge, søkonge og/eller overkonge i Danmark og Sverige
- Hareck/Erick (Haralds broder), konge i Jylland. Krøniken lader ham falde i strid mod Guttorm (en morbroder til Hareck [den første] (eller til Erick [den anden], Sigurd Orm i Øjes søn)). Lod bygge kirke i Hedeby eller Slesvig.
- Erick/Hareck (Sigurd Orm i Øjes søn), lod bygge kirke i Ribe og lod sig muligvis døbe. Tog alt riget, efter at alle andre kongsemner var faldet i kamp [var søkongerne Lodbrog og hans sønner stadig aktive udenlands ??].
  - Guttorm (morbroder til Hareck [den første] (eller Erick [den anden])), faldt i strid mod Hareck [den første] sammen med det meste af kongeslægten.
- Frode, konge over Jylland. Blev døbt i sin alderdom.
- Helge, konge af Danmark. Blev slagen i krig mod Olaff, konge i Sverige.
- Olaff (der slog Helge), var nu konge over både Danmark og Sverige.
- Giurd og Knud (måske en fejlskrivning for Knupa? – eller måske en antydning af, at Hardeknud var konge samtidig med Giurd?). Efterfulgte Olaff. Skatkonger i Danmark under Gorm den gamli.
- Siggeir (efterfulgte Giurd og Knupa(?)). Skatkonge i Danmark under Gorm den gamli

Fortællingen "springer" nu tilbage, og fortæller hvordan Regner Lodbrog fordelte rigerne mellem sine sønner. Bjørn Jærnside "tog Upsala Rige oc Suerrige, oc begge Gotland (kalledis nu Gylland) met alle de Lande, som der laage til". Huidsercker "fick Venden met de Lande der ligger hos". Ifuer hin Beinløse "Konge ofuer den part i Engeland, som hans Forfædre hafde aat".
- Sigurd Omriiøje eller Sigurd Orm i Øje (Regner Lodbrogs søn) "fick Jutland oc Øerne met Skaane oc Halland". Han var gift med Bleja. Hvor mange af de forud omtalte konger, han skulle have været samtidig med, er svært at gennemskue
- Knud, Hardeknud, Hordeknud, Horda Knud eller Knud Haardbo (søn af Sigurd Ormiøje), født i Hardsyssel. Konge efter sin fader.
- Gorm Hardeknuds Søn også kaldet Gorm hin gamle (søn af Hardeknud). Han overvandt kong Knupa og en mængde andre konger. Gift med Thyri Daneboed, datter af Harald Klack, jarl udi Jylland
- Harald Gormsøn (søn af Gorm hin gamle). Havde en bror Knud Daneaast, der blev dræbt i England. Foruden at blive konge af Dammark vandt Harald også Norge, hvor han indsatte Hagen Jarl og Harald Grenske som sine statholdere.
- Suend Haraldsøn også kaldet Suend Tyfueskieg.

##### Skatkonger i/af Jylland
- Oli den Engelske[fn 6] (angivet som søn af Kirick, Moeld hin digres bror), først Sigurd Rings skatkonge over Northumbria siden over Jylland.[fn 7]
- Grim den graa (søn af Oli), skatkonge over Jylland efter faderen
- Audolff den Øsslge eller Øfflge(?) [måske fejlskrivning/fejllæsning for/af Øfalge?][fn 8] (søn af Grim)
- Gorm den hiæmske (søn af Audolff).
- Knud den fundne eller Træle Knud (adoptivsøn af Gorm – barn af et incestuøst forhold mellem jarl Arnfind af Holsterland og dennes søster).
- Gorm (søn af Træle Knud), opfostrede kong Sigurd Orm i Øjes og dronning Blejas søn Knud, angiveligt navngivet efter Gorms fosterfader, Knud. Gorm "hafde været en mectig oc rig Konge, oc haft alt Danmarck at forestaa af Lodbrogs Sønner, naar de vaare udenLands i Krig".

## Forhistoriske danske konger
De første sikre omtaler af danske konger (i frankiske rigsannaler eller årbøger) kendes fra begyndelsen af det 8. århundrede, men selv for hele den ældre vikingetid er der megen uklarhed over landets styringsforhold. Nyere arkæologiske udgravninger som i Lejre har vist, at der her har været et magtsæde, hvilket styrker den overlevering, som kendes fra Lejrekrøniken.
Der er ikke nogen jævn overgang fra sagnkongerne til de historiske konger, da kilderne er af meget forskellig kvalitet. De skriftlige kilder er af god kvalitet fra 777 til 864 forfattet af lærde; omvendt mangler de skriftlige kilder helt fra år 891 til 936, hvor blandt andre Helge, Olaf, Gnupa, Sigtryg og Hardegon regerede. Der er også usikkerhed om de første år af Knud den Stores regeringsperiode. Meget tyder på, at det danske rige er blevet midlertidigt opløst af indbyrdes stridigheder, og først blev genoprettet til ét rige af Harald Blåtand i 960'erne, (dog er gensamlingen af Danmark sandsynligvis allerede påbegyndt under hans fader Gorm den Gamle). Teorien støttes af Jellingstenene, hvor Harald skriver, at han "vandt sig al Danmark". Danmark skulle så forklares som landene øst for Storebælt (som det bliver beskrevet i en rejsebeskrivelse af Wulfstan i 890).
Rækken af forhistoriske konger (som de fremtræder ud fra de forskellige mere eller mindre samtidige europæiske kilder) forvirres af, at Danmark/Danernes rige bestod af et stort og flere mindre kongeriger; særligt i de områder der nu er Norge og Sverige, men det er også forvirrende, at danske konger også regerede i (dele af eller nogle gange hele) England.
Det bør også bemærkes, at titlen "konge" i vikingetiden ikke satte andre krav, end at man skulle være hersker over flere personer. Dermed har enhver høvding kunnet kalde sig "medkonge", "underkonge", "skatkonge" osv. Det nævnes også i nogle middelalderkrøniker, at enhver med et vist antal skibe under sig kunne kalde sig "(sø)konge".

### Frankiske kilder
I de frankiske årbøger, som det meste af denne kongerække bygger på, optræder der konger, der i hvert fald har regeret ned til Hedeby. Der er dog også beretninger, der tyder på, at de har regeret Fyn, Skåne, og den norske Vestfold, og udbygningen af Dannevirke i det 8. århundrede kan tyde på, at kongemagten har været stærkere end tidligere.
I slutningen af 9. århundrede bliver kilderne dog tavse i en periode på op til ca. 100 år, og det er ikke til at vide, om riget har været midlertidigt opløst i mindre enheder, og er blevet genopbygget, eller om den danske kongemagt er blevet svagere. Mange historikere tror på forklaringen om, at det tidligere mægtige rige er blevet svækket af indbyrdes stridigheder, og riget først blev genoprettet under Harald Blåtand (eller måske tildels under hans far Gorm den Gamle).

#### Gregor af Tours
I Gregor af Tours' frankerkrønike, nævnes der i bog III, afsnit 3, en dansk konge ved navn Chlochilaicus. Om denne Chlochillaicus nævnes der intet andet, end at han dør på vej hjem fra sit plyndringstogt mod frankerriget. Dette skete i frankerkongen Theodorik 1.s tid.
- Chlochilaicus[8]

#### Willibrords levned
- Ongendus (det nordiske navn (eller tilnavn?) kan måske være Ongentheow eller Angantyr), nævnt før 714[9] / mellem 714 og 719 (Sankt Willibrords besøg)[9] / ca. 730[10][fn 9]

#### Frankiske rigsannaler
De frankiske rigsannaler (Annales Regni Francorum) er af meget vigtig kildemæssig værdi, da de er blevet skrevet samtidig med begivenhederne. Annalerne er ganske vist langt fra upartiske, men de giver alligevel et fornuftigt billede af de danske konger i tiden 777-873.
- Harald 1., ingen sikre årstal (en "tidligere" konge – nævnt som stamfar eller slægtning til nogle af de senere konger eller prætendenter)
- Sigfred, nævnt 777, 782 og 798[11]
- Godfred (Guthfridus), nævnt 804, død 810/11[12]
- Hemming, 810-812[13]
- Borgerkrig:
  - Anulo (Ring), død 812 (tronprætendent)
  - Sigfred, død 812 (tronprætendent)
  - Harald Klak, 812-813, 819-823, 826-827[14]
    - Reginfred, 812-813, død 814[14], konge over Jylland og Vestfold
- Flere af Godfreds sønner, 813-827
  - Ældste Godfredsøn, 813-814
  - 2 Godfredsønner, 813-819
  - Godfredsøn, 813-828
  - Horik 1., 813 – 854[15]
    - Guthorm (tronprætendent), 854[16]
- Horik 2. 854 – sidst nævnt 864, død før 873[17]
- Halvdan, nævnt 873[18]
- Sigfred, nævnt 873, måske død 891[19]
- Godfred, død 891[18][fn 10]

### Angelsaksiske Krønike
I Den Angelsaksiske Krønike nævnes der også et antal danske konger. Særligt er det dog værd at bemærke en enkelt konge, som ikke nævnes i andre kilder.
- Bagsecg, død i England d. 8. januar 871

#### Stamtræ
Oplysningerne i stamtræet er hentet fra stamtavlen i Gyldendals værk "Danmarkshistorien" og præsenteres her som "800-tallets danske konger og deres slægtninge, således som de samtidige frankiske rigsannaler kender dem" - dog skal man naturligvis være opmærksom på, at der er tale om en konkret fortolkning af de forskellige frankiske kilder, og at de selv samme kilder også kan læses og fortolkes på anden vis, så stamtavlerne derved ville få et delvis anderledes udseende. Endvidere kunne stamtavlen også få et endog meget anderledes udseende, hvis ikke-frankiske kilder (så som de nordiske) var inkluderet i udformningen af stamtavlen. F.eks. er det latinske ord "nepos" tolket ordret som "nevø", selvom det i den tids kilder flere gange også optræder i betydningen "barnebarn" eller blot i betydningen "slægtning" (efterkommer).
I stamtræet ses det tydeligt, at der var to stridende familier, hvor Haralds del fik støtte af frankerne, mens Godfreds del førte krig mod frankerne. Det er dog meget sandsynligt at de to stridende familier tilhører ét og samme dynasti, da navnene "Godfred" og "Hemming" forekommer i begge familier.. Det faktum, at én af Hemmings brødre hed "Angantyr" muliggør også, at kongerne i 800-tallet nedstammer fra den Angantyr, der nævnes i starten af 700-tallet i Willlibrords levned
Af stamtræet fremgår det tydeligt, at der ikke var nogen fast tronfølge på dette tidspunkt, men at tronen muligvis blot gik til den ældste levende slægtning.
En stiplet linje angiver usikkert slægtskab.
|               |               |               |               |                         |                         |                         |                         |                         |                         |                        |                        |                        |                        |              |              |                     |                     |                     |                     |                     |                     |          |          |                                    |                                    |                                    |                                    |                                    |                                    |  |  |              |              |              |              |              |              |  |  |         |         |         |         | Sigfred †efter 798 |         |  |  |          |          |          |          |          |          |  |  |              |              |              |              |              |              |  |  |            |            |            |            |            |            |        |        |                     |                     |                     |                     |                     |                     |                    |                    |                    |                    |                 |                 |                 |                 |  |  |                      |                      |                      |                      |                      |                      |  |  |  |  |  |  |  |  |  |  |  |  |  |  |  |  |  |  |  |  |  |  |  |  |  |  |  |  |  |  |  |  |  |  |  |  |  |  |  |  |  |  |  |  |  |  |  |  |  |  |  |  |  |  |  |  |  |  |  |  |  |  |  |  |  |  |  |  |  |  |  |  |  |  |
|               |               |               |               |                         |                         |                         |                         |                         |                         |                        |                        |                        |                        |              |              |                     |                     |                     |                     |                     |                     |          |          |                                    |                                    |                                    |                                    |                                    |                                    |  |  |              |              |              |              |              |              |  |  |         |         |         |         |                    |         |  |  |          |          |          |          |          |          |  |  |              |              |              |              |              |              |  |  |            |            |            |            |            |            |        |        |                     |                     |                     |                     |                     |                     |                    |                    |                    |                    |                 |                 |                 |                 |  |  |                      |                      |                      |                      |                      |                      |  |  |  |  |  |  |  |  |  |  |  |  |  |  |  |  |  |  |  |  |  |  |  |  |  |  |  |  |  |  |  |  |  |  |  |  |  |  |  |  |  |  |  |  |  |  |  |  |  |  |  |  |  |  |  |  |  |  |  |  |  |  |  |  |  |  |  |  |  |  |  |  |  |  |
|               |               |               |               |                         |                         |                         |                         |                         |                         |                        |                        |                        |                        |              |              |                     |                     |                     |                     |                     |                     |          |          |                                    |                                    |                                    |                                    |                                    |                                    |  |  |              |              |              |              |              |              |  |  |         |         |         |         |                    |         |  |  |          |          |          |          |          |          |  |  |              |              |              |              |              |              |  |  |            |            |            |            |            |            |        |        |                     |                     |                     |                     |                     |                     |                    |                    |                    |                    |                 |                 |                 |                 |  |  |                      |                      |                      |                      |                      |                      |  |  |  |  |  |  |  |  |  |  |  |  |  |  |  |  |  |  |  |  |  |  |  |  |  |  |  |  |  |  |  |  |  |  |  |  |  |  |  |  |  |  |  |  |  |  |  |  |  |  |  |  |  |  |  |  |  |  |  |  |  |  |  |  |  |  |  |  |  |  |  |  |  |  |
|               |               |               |               |                         |                         |                         |                         |                         |                         |                        |                        |                        |                        |              |              | Godfred †810        | Godfred †810        | Godfred †810        | Godfred †810        | Godfred †810        | Godfred †810        |          |          | Bror/søster (eller flere søskende) | Bror/søster (eller flere søskende) | Bror/søster (eller flere søskende) | Bror/søster (eller flere søskende) | Bror/søster (eller flere søskende) | Bror/søster (eller flere søskende) |  |  |              |              |              |              |              |              |  |  |         |         |         |         |                    |         |  |  |          |          |          |          |          |          |  |  |              |              |              |              |              |              |  |  |            |            |            |            | Harald     | Harald     | Harald | Harald | Harald              | Harald              |                     |                     | Halfdan †efter 807  | Halfdan †efter 807  | Halfdan †efter 807 | Halfdan †efter 807 | Halfdan †efter 807 | Halfdan †efter 807 |                 |                 |                 |                 |  |  |                      |                      |                      |                      |                      |                      |  |  |  |  |  |  |  |  |  |  |  |  |  |  |  |  |  |  |  |  |  |  |  |  |  |  |  |  |  |  |  |  |  |  |  |  |  |  |  |  |  |  |  |  |  |  |  |  |  |  |  |  |  |  |  |  |  |  |  |  |  |  |  |  |  |  |  |  |  |  |  |  |  |  |
|               |               |               |               |                         |                         |                         |                         |                         |                         |                        |                        |                        |                        |              |              | Godfred †810        | Godfred †810        | Godfred †810        | Godfred †810        | Godfred †810        | Godfred †810        |          |          | Bror/søster (eller flere søskende) | Bror/søster (eller flere søskende) | Bror/søster (eller flere søskende) | Bror/søster (eller flere søskende) | Bror/søster (eller flere søskende) | Bror/søster (eller flere søskende) |  |  |              |              |              |              |              |              |  |  |         |         |         |         |                    |         |  |  |          |          |          |          |          |          |  |  |              |              |              |              |              |              |  |  |            |            |            |            | Harald     | Harald     | Harald | Harald | Harald              | Harald              |                     |                     | Halfdan †efter 807  | Halfdan †efter 807  | Halfdan †efter 807 | Halfdan †efter 807 | Halfdan †efter 807 | Halfdan †efter 807 |                 |                 |                 |                 |  |  |                      |                      |                      |                      |                      |                      |  |  |  |  |  |  |  |  |  |  |  |  |  |  |  |  |  |  |  |  |  |  |  |  |  |  |  |  |  |  |  |  |  |  |  |  |  |  |  |  |  |  |  |  |  |  |  |  |  |  |  |  |  |  |  |  |  |  |  |  |  |  |  |  |  |  |  |  |  |  |  |  |  |  |
|               |               |               |               |                         |                         |                         |                         |                         |                         |                        |                        |                        |                        |              |              |                     |                     |                     |                     |                     |                     |          |          |                                    |                                    |                                    |                                    |                                    |                                    |  |  |              |              |              |              |              |              |  |  |         |         |         |         |                    |         |  |  |          |          |          |          |          |          |  |  |              |              |              |              |              |              |  |  |            |            |            |            |            |            |        |        |                     |                     |                     |                     |                     |                     |                    |                    |                    |                    |                 |                 |                 |                 |  |  |                      |                      |                      |                      |                      |                      |  |  |  |  |  |  |  |  |  |  |  |  |  |  |  |  |  |  |  |  |  |  |  |  |  |  |  |  |  |  |  |  |  |  |  |  |  |  |  |  |  |  |  |  |  |  |  |  |  |  |  |  |  |  |  |  |  |  |  |  |  |  |  |  |  |  |  |  |  |  |  |  |  |  |
| Horik 1. †854 | Horik 1. †854 | Horik 1. †854 | Horik 1. †854 | Horik 1. †854           | Horik 1. †854           |                         |                         | Ældste Godfredsøn †814  | Ældste Godfredsøn †814  | Ældste Godfredsøn †814 | Ældste Godfredsøn †814 | Ældste Godfredsøn †814 | Ældste Godfredsøn †814 |              |              | 3 Godfredsønner     | 3 Godfredsønner     | 3 Godfredsønner     | 3 Godfredsønner     | 3 Godfredsønner     | 3 Godfredsønner     |          |          | Reginold †808                      | Reginold †808                      | Reginold †808                      | Reginold †808                      | Reginold †808                      | Reginold †808                      |  |  | Hemming †812 | Hemming †812 | Hemming †812 | Hemming †812 | Hemming †812 | Hemming †812 |  |  | Hankwin | Hankwin | Hankwin | Hankwin | Hankwin            | Hankwin |  |  | Angantyr | Angantyr | Angantyr | Angantyr | Angantyr | Angantyr |  |  | Sigfred †812 | Sigfred †812 | Sigfred †812 | Sigfred †812 | Sigfred †812 | Sigfred †812 |  |  | Anulo †812 | Anulo †812 | Anulo †812 | Anulo †812 | Anulo †812 | Anulo †812 |        |        | Harald Klak †852?   | Harald Klak †852?   | Harald Klak †852?   | Harald Klak †852?   | Harald Klak †852?   | Harald Klak †852?   |                    |                    | Reginfred †814     | Reginfred †814     | Reginfred †814  | Reginfred †814  | Reginfred †814  | Reginfred †814  |  |  | Hemming †837         | Hemming †837         | Hemming †837         | Hemming †837         | Hemming †837         | Hemming †837         |  |  |  |  |  |  |  |  |  |  |  |  |  |  |  |  |  |  |  |  |  |  |  |  |  |  |  |  |  |  |  |  |  |  |  |  |  |  |  |  |  |  |  |  |  |  |  |  |  |  |  |  |  |  |  |  |  |  |  |  |  |  |  |  |  |  |  |  |  |  |  |  |  |  |
| Horik 1. †854 | Horik 1. †854 | Horik 1. †854 | Horik 1. †854 | Horik 1. †854           | Horik 1. †854           |                         |                         | Ældste Godfredsøn †814  | Ældste Godfredsøn †814  | Ældste Godfredsøn †814 | Ældste Godfredsøn †814 | Ældste Godfredsøn †814 | Ældste Godfredsøn †814 |              |              | 3 Godfredsønner     | 3 Godfredsønner     | 3 Godfredsønner     | 3 Godfredsønner     | 3 Godfredsønner     | 3 Godfredsønner     |          |          | Reginold †808                      | Reginold †808                      | Reginold †808                      | Reginold †808                      | Reginold †808                      | Reginold †808                      |  |  | Hemming †812 | Hemming †812 | Hemming †812 | Hemming †812 | Hemming †812 | Hemming †812 |  |  | Hankwin | Hankwin | Hankwin | Hankwin | Hankwin            | Hankwin |  |  | Angantyr | Angantyr | Angantyr | Angantyr | Angantyr | Angantyr |  |  | Sigfred †812 | Sigfred †812 | Sigfred †812 | Sigfred †812 | Sigfred †812 | Sigfred †812 |  |  | Anulo †812 | Anulo †812 | Anulo †812 | Anulo †812 | Anulo †812 | Anulo †812 |        |        | Harald Klak †852?   | Harald Klak †852?   | Harald Klak †852?   | Harald Klak †852?   | Harald Klak †852?   | Harald Klak †852?   |                    |                    | Reginfred †814     | Reginfred †814     | Reginfred †814  | Reginfred †814  | Reginfred †814  | Reginfred †814  |  |  | Hemming †837         | Hemming †837         | Hemming †837         | Hemming †837         | Hemming †837         | Hemming †837         |  |  |  |  |  |  |  |  |  |  |  |  |  |  |  |  |  |  |  |  |  |  |  |  |  |  |  |  |  |  |  |  |  |  |  |  |  |  |  |  |  |  |  |  |  |  |  |  |  |  |  |  |  |  |  |  |  |  |  |  |  |  |  |  |  |  |  |  |  |  |  |  |  |  |
|               |               |               |               |                         |                         |                         |                         |                         |                         |                        |                        |                        |                        |              |              |                     |                     |                     |                     |                     |                     |          |          |                                    |                                    |                                    |                                    |                                    |                                    |  |  |              |              |              |              |              |              |  |  |         |         |         |         |                    |         |  |  |          |          |          |          |          |          |  |  |              |              |              |              |              |              |  |  |            |            |            |            |            |            |        |        |                     |                     |                     |                     |                     |                     |                    |                    |                    |                    |                 |                 |                 |                 |  |  |                      |                      |                      |                      |                      |                      |  |  |  |  |  |  |  |  |  |  |  |  |  |  |  |  |  |  |  |  |  |  |  |  |  |  |  |  |  |  |  |  |  |  |  |  |  |  |  |  |  |  |  |  |  |  |  |  |  |  |  |  |  |  |  |  |  |  |  |  |  |  |  |  |  |  |  |  |  |  |  |  |  |  |
|               |               |               |               |                         |                         |                         |                         |                         |                         |                        |                        |                        |                        |              |              |                     |                     |                     |                     |                     |                     |          |          |                                    |                                    |                                    |                                    |                                    |                                    |  |  |              |              |              |              |              |              |  |  |         |         |         |         |                    |         |  |  |          |          |          |          |          |          |  |  |              |              |              |              |              |              |  |  |            |            |            |            |            |            |        |        |                     |                     |                     |                     |                     |                     |                    |                    |                    |                    |                 |                 |                 |                 |  |  |                      |                      |                      |                      |                      |                      |  |  |  |  |  |  |  |  |  |  |  |  |  |  |  |  |  |  |  |  |  |  |  |  |  |  |  |  |  |  |  |  |  |  |  |  |  |  |  |  |  |  |  |  |  |  |  |  |  |  |  |  |  |  |  |  |  |  |  |  |  |  |  |  |  |  |  |  |  |  |  |  |  |  |
|               |               |               |               | Horik 2. †mellem 864-73 | Horik 2. †mellem 864-73 | Horik 2. †mellem 864-73 | Horik 2. †mellem 864-73 | Horik 2. †mellem 864-73 | Horik 2. †mellem 864-73 |                        |                        | Guthorm †854           | Guthorm †854           | Guthorm †854 | Guthorm †854 | Guthorm †854        | Guthorm †854        |                     |                     | 3 Nevøer            | 3 Nevøer            | 3 Nevøer | 3 Nevøer | 3 Nevøer                           | 3 Nevøer                           |                                    |                                    |                                    |                                    |  |  |              |              |              |              |              |              |  |  |         |         |         |         |                    |         |  |  |          |          |          |          |          |          |  |  |              |              |              |              |              |              |  |  |            |            |            |            |            |            |        |        | Godfred † efter 855 | Godfred † efter 855 | Godfred † efter 855 | Godfred † efter 855 | Godfred † efter 855 | Godfred † efter 855 |                    |                    | Harald †ca. 845    | Harald †ca. 845    | Harald †ca. 845 | Harald †ca. 845 | Harald †ca. 845 | Harald †ca. 845 |  |  | Rorik †mellem 873-80 | Rorik †mellem 873-80 | Rorik †mellem 873-80 | Rorik †mellem 873-80 | Rorik †mellem 873-80 | Rorik †mellem 873-80 |  |  |  |  |  |  |  |  |  |  |  |  |  |  |  |  |  |  |  |  |  |  |  |  |  |  |  |  |  |  |  |  |  |  |  |  |  |  |  |  |  |  |  |  |  |  |  |  |  |  |  |  |  |  |  |  |  |  |  |  |  |  |  |  |  |  |  |  |  |  |  |  |  |  |
|               |               |               |               | Horik 2. †mellem 864-73 | Horik 2. †mellem 864-73 | Horik 2. †mellem 864-73 | Horik 2. †mellem 864-73 | Horik 2. †mellem 864-73 | Horik 2. †mellem 864-73 |                        |                        | Guthorm †854           | Guthorm †854           | Guthorm †854 | Guthorm †854 | Guthorm †854        | Guthorm †854        |                     |                     | 3 Nevøer            | 3 Nevøer            | 3 Nevøer | 3 Nevøer | 3 Nevøer                           | 3 Nevøer                           |                                    |                                    |                                    |                                    |  |  |              |              |              |              |              |              |  |  |         |         |         |         |                    |         |  |  |          |          |          |          |          |          |  |  |              |              |              |              |              |              |  |  |            |            |            |            |            |            |        |        | Godfred † efter 855 | Godfred † efter 855 | Godfred † efter 855 | Godfred † efter 855 | Godfred † efter 855 | Godfred † efter 855 |                    |                    | Harald †ca. 845    | Harald †ca. 845    | Harald †ca. 845 | Harald †ca. 845 | Harald †ca. 845 | Harald †ca. 845 |  |  | Rorik †mellem 873-80 | Rorik †mellem 873-80 | Rorik †mellem 873-80 | Rorik †mellem 873-80 | Rorik †mellem 873-80 | Rorik †mellem 873-80 |  |  |  |  |  |  |  |  |  |  |  |  |  |  |  |  |  |  |  |  |  |  |  |  |  |  |  |  |  |  |  |  |  |  |  |  |  |  |  |  |  |  |  |  |  |  |  |  |  |  |  |  |  |  |  |  |  |  |  |  |  |  |  |  |  |  |  |  |  |  |  |  |  |  |
|               |               |               |               |                         |                         |                         |                         |                         |                         |                        |                        |                        |                        |              |              |                     |                     |                     |                     |                     |                     |          |          |                                    |                                    |                                    |                                    |                                    |                                    |  |  |              |              |              |              |              |              |  |  |         |         |         |         |                    |         |  |  |          |          |          |          |          |          |  |  |              |              |              |              |              |              |  |  |            |            |            |            |            |            |        |        |                     |                     |                     |                     |                     |                     |                    |                    |                    |                    |                 |                 |                 |                 |  |  |                      |                      |                      |                      |                      |                      |  |  |  |  |  |  |  |  |  |  |  |  |  |  |  |  |  |  |  |  |  |  |  |  |  |  |  |  |  |  |  |  |  |  |  |  |  |  |  |  |  |  |  |  |  |  |  |  |  |  |  |  |  |  |  |  |  |  |  |  |  |  |  |  |  |  |  |  |  |  |  |  |  |  |
| Sigfred †891? | Sigfred †891? | Sigfred †891? | Sigfred †891? | Sigfred †891?           | Sigfred †891?           |                         |                         | Halvdan                 | Halvdan                 | Halvdan                | Halvdan                | Halvdan                | Halvdan                |              |              | Godfred †885?, 891? | Godfred †885?, 891? | Godfred †885?, 891? | Godfred †885?, 891? | Godfred †885?, 891? | Godfred †885?, 891? |          |          |                                    |                                    |                                    |                                    |                                    |                                    |  |  |              |              |              |              |              |              |  |  |         |         |         |         |                    |         |  |  |          |          |          |          |          |          |  |  |              |              |              |              |              |              |  |  |            |            |            |            |            |            |        |        |                     |                     |                     |                     |                     |                     |                    |                    |                    |                    |                 |                 |                 |                 |  |  |                      |                      |                      |                      |                      |                      |  |  |  |  |  |  |  |  |  |  |  |  |  |  |  |  |  |  |  |  |  |  |  |  |  |  |  |  |  |  |  |  |  |  |  |  |  |  |  |  |  |  |  |  |  |  |  |  |  |  |  |  |  |  |  |  |  |  |  |  |  |  |  |  |  |  |  |  |  |  |  |  |  |  |

### Runesten
Runesten er en af de vigtigste kilder til Danmarks fortid, da de beretter om personer, der med sikkerhed har levet.
På runesten i Danmark eller gamle danske landsdele er der dog kun få, der er benævnt som "konge" (norrønt: kunugr) eller som "drot" (norrønt: dróttinn). Alle sten er fra det 10. århundrede (eller senest begyndelsen af det 11. århundrede). Selvom runestenene sjældent er gode til historisk forskning, er disse sten, der tilsammen nævner navnene på seks konger, alligevel vigtige, da de bekræfter sagn og krøniker (f.eks. Adam af Bremens fortællinger om "Chnob" og "Sigerich", der nævnes på de 2 Sigtrygsten som "Gnupa" eller "Knupa" og "Sigtryg").
Navnene eller tilnavnene i parentes er tilføjet for at understrege, hvilken konge personen på stenen er identisk med.
- Gnupa/Knud (Chnob) (død før 938/43) (Haddeby-stenen 2 og Haddeby-stenen 4)
- Sigtryg (Sigerich) (død før 935) (Haddeby-stenen 2 og Haddeby-stenen 4)
- Gorm (den Gamle) (Jellingstenene, Sønder Vissing-stenen 1 og Hällestad-sten 1 (sv) i Skåne og endvidere muligvis (med en del større usikkerhed) Haddeby-stenen 4 og Sønder Vilstrup-stenen)
- Harald (Blåtand) (Den Store Jellingsten og Sønder Vissing-stenen 1 samt sandsynligvis Tunastenen (sv) (også kaldet Haraldstenen) endvidere muligvis også (med en del større usikkerhed) Sønder Vilstrup-stenen)
- Toke (Gormsen)[kilde mangler] (Hällestad-sten 1 (sv), Hällestad-sten 2 (sv) og Hällestad-sten 3 (sv) i Skåne og muligvis tillige Lund-sten 2 (sv) (eller Bispegården-sten) og Sjørupstenen og endvidere muligvis (med en del større usikkerhed) Års-stenen og Västra Nöbbelövstenen (sv))[22]
- Svend (Tveskæg) (Haddeby-stenen 1 og Haddeby-stenen 3)

#### Runesten med danske dronninger
Danske dronninger (eller hustruer til danske konger) fra det 10. århundrede er også nævnt på en del runesten, således:
- Asfrid Odinkarsdatter (Haddeby-stenen 2 og Haddeby-stenen 4) (nævnt på stenene som gift med Gnupa og mor til Sigtryg)
- Thyra Dannebod (Jellingstenene, Læborg-stenen & Bække-stenen 1 og endvidere muligvis (med en del større usikkerhed) på Horne-stenen) (nævnt på stenene som gift med Gorm den Gamle og mor til Harald Blåtand (tillige mor til Knud Danaást - ej nævnt på kendte runesten))
- Tove, Mistivis datter (Sønder Vissing-stenen 1) (nævnt på stenen som gift med Harald Blåtand (her kaldet "den Gode") og svigerdatter til Gorm den Gamle)

En enkelt yderligere 'drōttning' er nævnt på Ravnkilde-stenen 1, der er dateret til mellem ca. 900 og 1020. Navnet er Ásbóð eller Ásmóð. Det bemærkes dog at ordet 'dronning' dengang også kunne betyde 'frue', hvorfor der ikke nødvendigvis er tale om en dronning af Danmark. Vores kendskab til kongernes ægtefæller fra den pågældende periode er dog tilstrækkeligt spinkelt til, at der sagtens kunne være en af kongerne, der havde haft en ægtefælle ved dette navn.

### Gesta Hammaburgensis
Krøniken Gesta Hammaburgensis ecclesiae pontificum (normal forkortet Gesta Hammaburgensis) af Adam af Bremen er den pålidelige krønike, der spænder over længst tid og den eneste pålidelige krønike, der har en liste over konger i årene 873-936.
Adam af Bremens optegnelser om kongerne i det 9. århundrede er meget pålidelige, da han har de samtidige frankiske annaler som kilde, så når beskrivelsen ikke er særlig udførlig i det første afsnit, henvises der ellers til afsnittet "Frankiske kilder" tidligere i artiklen
Adam er, som nævnt, den eneste pålidelige krønikeskriver, der har en kongerække over de såkaldte "mørke år" (873-936). Men begivenhederne skete stadig over 100 år før Adams egen tid, og derfor er den mellemste del af krøniken om danskerne ikke altid pålidelig. Selvom han nævner Svend Estridsen som kilde, har Svend nok ikke vidst så meget om andre dynastier end sit eget, og derfor er oplysningerne om "de mørke år" under Olafs dynasti meget sparsomme, men det formodes at navnene på kongerne er sande, da Adam beskrev Svend Estridsen som en "lærd mand". Til støtte for Adam af Bremen og Svend Estridsens fortællinger, skal det nævnes at nogle af Adams konger ved navn "Chnob" og "Sigerich" nævnes på en runesten som "Gnupa" og "Sigtryg", og dermed er det sandsynligt, at Chnobs/Gnupas far, der af Adam bliver kaldt Olaf også har levet, og dette gør også kong Helges eksistens sandsynlig. Desværre nævner Adam af Bremen aldrig nogen årstal om disse konger, og derfor må man finde ud af det ud fra eksisterende oplysninger.
Den præcise udstrækning af de riger eller rigsdele som kongerne Olaf, Gnupa, Sigtryg, Hardegon og/eller Hardeknud og Gorm regerede over, er også meget omdiskuteret, men det er da muligt, at de fleste af dem måske kun var konger over Jylland, og at Harald Blåtand var den, der genoprettede det midlertidigt opløste rige i løbet af sin regeringsperiode.
Det skal bemærkes, at Adams krønike først og fremmest omhandler ærkebiskopperne af Hamborg og Bremen, og det derfor er dem, krøniken er sat i system efter. Når der f.eks. på listen står "efter 865 – før 888", vil det sige, at kongen levede under bispen, der sad på dette tidspunkt, og at det præcise årstal ikke fremgår i krøniken.
Når der under mange af kongerne står "nævnt", betyder det nævnt som konge. Harald Blåtand blev f.eks. allerede nævnt i 936 ved ærkebispens Unnis besøg hos Gorm den Gamle, men bliver først nævnt som konge i 948.
Krønikens kongerække fortsætter i historisk tid med tredje bog frem til 1072.
I dette afsnit er der kun medtaget oplysninger fra Gesta Hammaburgensis, andre pålidelige oplysninger fra historisk tid er ikke medtaget.
I første bog er Adam af Bremens oprindelige latinske navne på personerne tilføjet i parentes.

#### Første bog (788 – 936)
Frankiske årbøger som kilde
- Godfred[24] (Gotafridus), efter 730 – før 837
- Hemming[24] (Hemmingus), efter 730 – før 814 (Karl den Stores død)
  - Sigfred (Sigafrid) & Anulo[24][25] ca. 814 (tronprætendenter)
- Reginfred[25] (Reginfridus) ca. 814 – før 823 (Ebbos besøg i Danmark)
- Harald Klak (Haraldus), ca. 814 – 823[25], 826 (Haralds dåb) – efter 827 ("et par år senere"[26])
- Godfreds sønner, nævnt 823[25]
- Horik 1. (Horicus), nævnt 848 (Ansgars bygning af kirken i Hedeby[27])
  - Guthorm (tronprætendent)[28] (Gudurm)
- Horik 2. (Horicus), nævnt 858[28]

"De mørke år" starter (sparsomme historiske oplysninger)
- Sigfred & Halvdan[29] (Sigafrid et Halpdani) efter 865 – før 888
- Sigfred & Godfred[30] (Gotafrid et Sigafrid), efter 865 – 891 (normannernes nederlag)[31][32][fn 10]
  - Tronprætendenter: Rorik af Dorestad, Orvig, Godfred, Rudolf og Ingvar[29] (Horich, Orwig, Gotafrid, Rudolf et Inguar)

Svend Estridsen som kilde
- Helge (Heiligo), 891 (efter normannernes nederlag)[31] – før 909
- Olaf (Olaph), efter 891 – før 909[31][33]
- Gurd, efter 891 – før 916[34]
- Gnupa (Chnob), efter 891 – før 916[34]
- Sigtryg (Sigerich), efter 909 – før 916, (kort regeringstid)[33]
- Hardegon Svendsen (Hardegon, filius Suein)[33], ca. 915 (sidst i biskop Hogers levetid) – ?

"De mørke år" slutter (herefter pålidelige historiske kilder)
- Gorm den Gamle (Hardecnudth [ukendt ord] Worm[35]), nævnt 936 (før 17. september) (Unnis rejse til Sverige og Unnis død)[36]

#### Anden bog (936 – 1043)
- Harald Blåtand, 937 – senest 987, (død Allehelgensdag 987 (50 års regering))[37]
  - Nævnt 948 (Ottos kamp mod danskerne (en misforståelse af Adam))[38] (bispesæderne i Norden)[39], 966 (Kristendommens antagelse)[40], 981 (biskop Adelberts død)[41], i eksil ca. 987 (ærkebiskop Adeldags sidste levetid)[42][43]
- Svend Tveskæg (dåbsnavn: Otto[39]), senest 987[43] – 1014
  - Nævnt i 990'erne[44][45][46], ca. 995 (Erik Sejrsæls død)[47][48], 1000 (Olav Tryggvasons død)[48][49], 1013/1014 (Englands erobring og Svend Tveskægs død)[50]
- Knud den Store (dåbsnavn: Lambert)[51], ca. 1019[52] – 1035[53]
  - Nævnt 1016 (Englands erobring)[50][52], mellem 1015 og 1028 (krig mod kong Olav den Hellige)[54], 1028 (Olav den Helliges død)[55][56], ca. 1030 (kort efter ærkebiskop Libentius 2.s tiltrædelse)[57]
- Hardeknud, 1035 (efterfulgte Knud den Stores ved hans død)[58] –
  - Nævnt ca. 1040 (erobringen af England)[58], ca. 1042 (Magnus' angreb på Danmark og Hardeknuds død)[59]
- Magnus den Gode
  - Nævnt ca. 1042 (angreb på Danmark og Ulvhilds forlovelse til Ordulf af Sachsen)[59], ca. 1043 (sejren over venderne)[60]

### Samlet kongerække
Denne liste er et sammendrag af oplysninger fra frankiske årbøger, runesten og Adam af Bremen mv. fra perioden fra år ca. 700 og frem (de dynastiske sammenhænge frem til ca. 900 er ikke altid helt klare).
| Blandede eller uklare dynastiske forhold |                                                                           |
| 700-tallet                               | Ongendus (måske Ongentheow eller Angantyr)                                |
| 0                                        |                                                                           |
| Før 812 (-754-)                          | Harald (måske samtidig med eller identisk med ovenstående)                |
| 0                                        |                                                                           |
| Før 777 – efter 798/før 804              | Sigfred                                                                   |
| Før 804 – 810                            | Godfred                                                                   |
| 810 – 812                                | Hemming                                                                   |
| 812                                      | Sigfred og Ring (Anulo), tronprætendenter                                 |
| 812 – 813                                | Reginfred & Harald Klak                                                   |
| 819 – 823                                | Harald Klak (2. gang)                                                     |
| 826 – 827                                | Harald Klak (3. gang)                                                     |
| 813 – 814                                | Godfreds ældste søn                                                       |
| 813 – 819                                | 2 af Godfreds sønner                                                      |
| 813 – 827                                | 1 af Godfreds sønner                                                      |
| 813 – 854                                | Horik 1. (fra ca. 850 sammen med 2 af Horiks nevøer)                      |
| 854 – efter 864                          | Horik 2.                                                                  |
| ? – 871                                  | Bagsecg                                                                   |
| Før 873 – før 891                        | Halvdan                                                                   |
| Før 873 – måske 891                      | Sigfred                                                                   |
| Eft. 873 – 891                           | Godfred                                                                   |
| 891 – før 909                            | Helge                                                                     |
| Olaf-dynastiet                           |                                                                           |
| Eft. 891 – før 909                       | Olaf                                                                      |
| Eft. 891 – før 916                       | Gurd                                                                      |
| Eft. 891 – før 936                       | Gnupa                                                                     |
| Eft. 909 – før 936                       | Sigtryg                                                                   |
| Jellingdynastiet                         |                                                                           |
| Senest 916 – før 936                     | Hardeknud (Knud 1.), muligvis kun konge af Jylland                        |
| Før 936 – 962/64                         | Gorm den Gamle                                                            |
| 947 – 962                                | Knud Danaást, konge af Danmark sammen med Gorm den Gamle.                 |
| 958/962 (eller måske lidt senere) – 985  | Harald Blåtand, den første konge af "hele Danmark"                        |
| 985 – 986                                | Toke Gormsen, konge af Danmark - tillige konge af Skåne 971-84 & 985-986. |
| 986 – 1014                               | Svend Tveskæg, konge af Danmark - tillige konge af England 1013-14.       |
| 1014 – 1018                              | Harald "2."                                                               |
| 1019 – 1035                              | Knud den Store                                                            |
| 1035 – 1042                              | Hardeknud                                                                 |

Fortsættes i historisk tid med Kongerækken

### Yderligere oversigter på engelsksproget Wikipedia
På den engelsksprogede Wikipedia findes der et par samlekatogorier, der i en vis udstrækning indeholder artikler, der går ud over, hvad det er muligt at finde på den dansksprogede udgave af Wikipedia.
Det drejer sig primært om:
- Mythological kings of Denmark
- Legendary Danish people

## Forskellig litteratur
Litteratur, der behandler et så bredt og tildels usikkert område som danske konger og kongeslægter før Harald Blåtand, har en tendens til at være af meget forskellig karakter. En syntese er ikke mulig, og det må derfor være op til den enkelte nysgerrige og videbegærlige at sætte sig ind i de enkelte værker.
- Peter Frederik Suhm: "Critisk Historie af Danmark, udi den hedenske Tid, fra Odin til Gorm den Gamle", København, 1774-1781
- Peter Frederik Suhm: "Tabeller til den Critiske Historie af Danmark", København, 1779
- Peter Frederik Suhm: "Historie af Danmark", I. Tome & II. Tome, København, 1782 & 1784
- C. A. E. Jessen: "Undersøgelser til Nordisk Oldhistorie", København, 1862
- Johannes C.H.R. Steenstrup: "Normannerne" (4 bind), København, 1876-1882 (genoptrykt 1972)
- Gustav Storm: "Kritiske Bidrag til Vikingetidens Historie (I. Ragnar Lodbrok og Gange-Rolv)", Kristania, 1878
- Johannes C.H.R. Steenstrup: "Danmarks Sydgrænse og Herredømmet over Holsten ved den historiske Tids Begyndelse (800-1100)", København, 1900
- Gudmund Schütte: "Vor mytiske Kongerække", Studier fra sprog- og oldtidsforskning nr. 105, København, 1917
- Lis Jacobsen: "Svenskevældets Fald. Studier til Danmarks Oldhistorie i filologisk og runologisk Lys", København, 1929
- N(iels) C(lausen) Lukman: "Skjoldunge und Skilfinge: Hunnen- und Herulerkönige in ostnordischer Überlieferung" (Classica et mediaevalia: Dissertationes, 3), København, 1943
- Viggo Starcke: "Danmark i Verdenshistorien", København, 1946
- N(iels) (Clausen) Lukman: "Ermanaric hos Jordanes og Saxo (Studier fra Sprog- og Oldtidsforskning, Nr. 208)", København, 1949
- Peter Grove: "Danmarks daab - på opdagelsesrejse i Danmarks ældste sagntid", København, 1961
- Åke Ohlmarks: "Skånes äldsta hävder", Malmø, 1963
- Erik Kroman: "Det danske rige i den ældre Vikingetid", København, 1976
- N(iels) C(hristensen) Skouvig: "Hardeknud I og Hardsyssel: Jellingdynastiets oprindelse", Herning, 1977
- Dan Hemming (pseudonym for Jon Galster): "Guldhornenes tale: Danmarks riges ældste historie fra jætten Find til Svend Estridsen", Kgs. Lyngby, 1979
- P(oul) Engelhardt: "Danerne fra fødsel til dåb", København, 1980
- Niels (Clausen) Lukman: "Frode Fredegod – Den gotiske Fravita", Viborg, 1981
- "Skjoldungernes saga: Kong Skjold og hans slægt, Rolf Krake, Harald Hildetand, Ragnar Lodbrog", redaktion og tekstoversættelse af Karsten Friis-Jensen og Claus Lund, København, 1984
- Stig Jørgensen: "Danmarks kongemagt og dens fødsel", Århus, 1987
- Claus Deleuran: Illustreret Danmarkshistorie for Folket (tegnet/skrevet 1987-1996)
- Gösta Bäckström: "En saga om Dan", Vänersborg, 1989
- Sven Helbo: "Gorm, Thyre og Harald. Puslespillet i Jelling", Kgs. Lyngby, 1993
- Carl Engholm: "Danske kongeslægter i det 8. & 9. århundrede. Karl den Store og Danerne", Kgs. Lyngby, 1994
- Kirsten Møller: "Vikingeætten. Brydstykker til et mønster", Holstebro, 1997
- Kirsten Møller: "Historien om St. Cuthbert. Nordengland i tidlig angelsk tid og vikingetid", Holstebro, 2001
- Arendse og Johnny Thiedecke: "De danske vikinger. Samfund, kongemagt og togter ca. 700-1050", Viborg, 2003
- Troels Brandt: "Danernes sagnhistorie : Saxos sagn i sagaernes kronologi", København, 2004 (2. udgave, december 2015 / februar 2017 Arkiveret 13. september 2017 hos  Wayback Machine) - 2. udgave er pr. 2018 ej tilgængelig længere. Til afløsning heraf har forfatteren i stedet udsendt: "Danerkongerne fra Lejre: Saxos sagn i sagaernes kronologi" (web-udgave, 2019 Arkiveret 30. marts 2018 hos  Wayback Machine)
- Jørgen Markvad: "Danske konger – før Gorm den Gamle", Gylling, 2004
- Finn Rasmussen: "Nyt syn på Trelleborgene", Skive, 2006
- Poul Skaaning: "Vikingestormen. Togter mod Vesteuropa 793-937", Viborg, 2006
- Vagn Rosenvold Rasmussen: "Odin, Skjold & skjoldungerne: Det står skrevet: En slægtssaga gennem 3300 år", Ringe, 2007
- Karsten Krambs: "Vikingetidens konger", 2009 (bogens første 30 sider er tilgængelig i en web-udgave)
- Lars Ulwencreutz: "Från Oden till Vasa. Svea rikes regentlängder, 110 regenter på 1500 år", 2015 [indeholdende bl.a. et forsøg på en "samlet" skånsk kongerække]
- Erik Bang Boesen: "De fremmede og os - Indvandringens historie i Danmark", Norderstedt, Tyskland, 2016
- Niels Lund: "Jellingkongerne og deres forgængere", Gylling, 2020
- Sven Rosborn og Tomas Sielski: "Vikingekongens guldskat", Malmø, 2021

Se også:
- Lotte Hedeager: "Skygger af en anden virkelighed. Oldnordiske myter", Haslev, 1997

## Fodnoter
1. ↑  Som følge af det ganske righoldige sagn- og sagastof om danske sagnkonger eller efterretninger om ’førhistoriske’ konger af Danmark (og tilstødende lande) der er tilgængeligt (og som langtfra alle er nævnt i indeværende artikel), skal nærværende oversigt indtil videre (i hvert fald forsåvidt angår tiden før år 900) mest betragtes som et dristigt forsøg på at sammenstille nogle navne og slægtsforhold vurderet ud fra forskellige kildegrupper samt at præsentere forslag til mulige rækkefølger for de gengivne kongeslægter. Den refererede litteratur samt de eksterne henvisninger præsenterer tilsammen et utal af andre mulige måder at fortolke slægts- og navneforholdene på – og giver også indimellem forskellige bud på troværdigheden af de forskellige kilder/kildegrupper.
2. ↑  Et meningsfuldt bud på en "samlet kongerække" for sagnkongetiden har det indtil videre ikke vist sig muligt at opstille.
3. ↑  Dette er ikke korrekt. Harald havde en nevø, der hed Rurik, men han blev aldrig konge af Danmark, og er ikke identisk med Horik (der her bliver kaldt Erik) (jf. Roskildekrøniken – heimskringla.no)
4. ↑  Kunne også tænkes at være identisk med Dan 3. fremfor Dan 1.
5. ↑  De forskellige versioner af "Norske Kongers krønike" er her uenige. De nyere udgaver af Snorres Heimskringla (de udgaver udgivet efter 1633) fortæller, at Halfdan Hvitbeins søn Eisten blev gift med Hilde, en datter af Erik Agnersen, konge af Vestfold, der var sønnesøn af kong Sigtryg i Vendsyssel (Vindil i den norrøne udgave af Heimskringla). Norske Kongers Chronica derimod meddeler, at Erick Agnerssøns farfar hed Erick, og at det var denne Erick, der var søn af kong Sigtryg af Vetteland (Vetteland ligger i den sydlige del af Norge). Sagaversionernes Vindil/Vetteland kan muligvis referere til 2 forskellige lokaliteter/områder i det, der nu er Vest-Agder Fylke, dels Vennesla i den østre del af fylket, der i norrønt sprogbrug kaldtes Vendilslá og dels Vetland Arkiveret 6. september 2015 hos  Wayback Machine eller Vetteland Arkiveret 15. december 2018 hos  Wayback Machine langs sydkysten (Vetteland går også igen i Vettelandstenen, der blev fundet nær Ogna i Rogaland, fylket vest for Vest-Agder Fylke).
6. ↑  Kronologien i denne række af jyske skatkonger passer ikke helt. Oli den Engelske påstås at være søn af Kirick, en fætter til Ivar Vidfadme, men han skulle først være blevet skatkonge under Ivar Vidfadmes oldebarn(?), Sigurd Ring. Det kan ikke lade sig gøre! Endvidere kan Gorm (Træleknuds søn) ikke have levet så tidligt, at han har kunnet være fosterfar for Gorm den Gamles far Hardeknud, hvis Oli den Engelske først var skatkonge i sidste halvdel af det 8. århundrede. Hvis derimod den her refererede familie af skatkonger allerede varetog dette embede under Ivar Vidfadme eller hans efterfølger Harald Hildetand, kan de 7 generationer fra Kirick og til Gorm, Træleknuds søn, kronologisk godt komme til at passe – om rækken af jyske skatkonger er sand, er derimod et helt andet spørgsmål, der får stå ganske åbent.
7. ↑  I genoptrykket fra 1757 nævnes disse skatkonger både som skatkonger over Jylland, men også som skatkonger over Norge. Dette skaber en vis forvirring om, hvor de rent faktisk skulle have været skatkonger, da de næppe har været det begge de nævnte steder[5].
8. ↑  I et senere genoptryk fra 1757 er navnet i hvert tilfælde angivet som Audolf den Øfalge[6].
9. 1 2  Kilderne er uenige om, hvornår dette besøg skete. Ifølge Alcuins missionærbiografi Willibrords levned skete det før Pipin 2.s død (714); Niels Lund peger dog på en dato mellem 714 og 719 (jf. Hvornår og ad hvilken vej kom kristendommen til Danmark – Danmarks kristning 2008.pdf (application/pdf Objekt) Arkiveret 2. april 2015 hos  Wayback Machine); og endelig er der nogen, der siger, at det først skete hen mod 730'erne. Man regner dog Willibrords Levned for det mest troværdige, da det er næsten samtidigt.
10. 1 2 3  I de frankiske annaler nævnes ikke klart, at Godfred og Sigfred, der faldt i 891 var konger over det bestemte område, der i dag kaldes Danmark. De kan derfor godt have været småkonger, underkonger eller søkonger. Der er dog stor sandsynlighed for, at Sigfred er den, der er nævnt i 873, men det er muligt, Godfred kun har været underkonge, eller at de begge er blevet fortrængt af Helge.
11. ↑  Anulo, Harald Klak og Reginfred angives f.eks. som "nepotes" af en tidligere kong Harald. Historikerne bag uadarbejdelsen af stamtavlen har entydigt valgt af oversætte nepos som nevø ligesom dette har været den almindelige og fremherskende oversættelse blandt mange danske historikere i det 20. århundrede. De fleste latinske ordbøger, der nu er tilgængelige på internettet, angiver dog barnebarn som den første mulige betydning af ordet nepos, mens nevø først nævnes som den anden betydningsmulighed.
12. ↑  Det må være denne kong Harald, som i 754 modtog den frisiske konge Radbod 2., da denne måtte flygte fra Frisland og til "danernes land" ("Daniae Regi Heraldi")
13. ↑  Det er meget sandsynligt at Sigtryg og Knud 1. Hardeknud har regeret samtidig i en periode, for ellers skulle de forskellige konger i Olaf-dynastiet have regeret meget kort tid hver. Sikkert er det, at Sigtryg var død i 936, da hans mor Asfrid rejste en sten for ham, og ærkebiskop Unni besøgte Gorm den Gamle. Så når Adam af Bremen skriver, at Hardeknud "berøvede ham riget" og nævner at "han ikke havde regeret længe", skal det nok forstås sådan, at Hardeknud fik hele det danske rige undtagen den sydligste del, som Sigtryg så blev fortrængt til. Og i 920'erne døde Sigtryg så, og Hardeknud (eller Gorm) kunne så tage hele Jylland i besiddelse.
14. ↑  I Haralds regeringstid (overvejende sandsynligt i 960'erne) blev Skåne (herunder nok også Bornholm) erobret (tilbageerobret (?)) til det danske rige. Hvorvidt han også vandt Blekinge, der med sikkerhed ikke var dansk i 890, er noget mere uklart.
15. ↑  Kan være død allerede i 1017.